# I Don’t Believe You
«I Don’t Believe You» (рус. Я тебе не верю) — песня американской певицы Pink. Она была выпущена пятым мировым синглом с пятого альбома Funhouse.

## Предпосылка
Музыкально песня — это поп-баллада со средним темпом, в двухчастном тактовом размере и сыгранная в тональности ля-бемоль мажор. Гитара и пианино использованы на фоне музыки, в то время как голос Pink follows the Ля Ре-бемоль мажор —Fm7—Cm—Ре♭—Ля♭ аккордовой последовательности. Pink объяснила на своём сайте, что лирически песня о мольбе к примирению, это её любимая песня с Funhouse «потому что она открытая. Это все равно, что сделать глубокий вдох и сказать: „Вот и я! Прими меня. Рискни“». Она продолжила объяснять:
Первое, что приходит мне в голову о «I Don’t Believe You» — это то, что я стою в кабине для записи, слушая… Даже в аппаратной, слушая эту песню, слезы текут по моему лицу, прямо как «черт, правда?» Это уязвимая хрупкая сторона меня, которую я зачастую не открываю. И она [вызывает тоску], да, эта песня. И я люблю её, я люблю её. Я просто люблю её, она очень близка и дорога мне.

## Отзывы критиков
Джонатан Киф из Slant Magazine похвалил песню, её разреженный гитарный рифф, и «феноменальный вокал содержит в себе уязвимость и упрек», в то время как репортер из New York Times Джон Кэрэмэника заявил: «I Don’t Believe You» раздувается как классическая соул-баллада, в то время, как Pink просит любимого передумать уходить. С другой стороны, Кристиан Ход из журнала Rolling Stone дал негативную оценку, заявив, что песня — «самодовольная баллада», которая заставляет певицу звучать как «просто другой шлягер с большим голосом», и то, что она показывала больше индивидуальности в других песнях.

## Промоушен
16 сентября 2009 Pink исполнила «I Don’t Believe You» вместе с «Funhouse» на Jimmy Kimmel Live. Она также исполнила песню 5 февраля 2010 на The Oprah Winfrey Show.

## Клип
Режиссёром клипа для «I Don’t Believe You» стала Софи Мюллер, он был снят в сентябре 2009 в Лос-Анджелесе. Клип вышел в свет в октябре 2009. Видео снято в черно-белом цвете, в нём Pink в белом свадебном платье, которое она носила на её настоящей свадьбе с Кэри Хартом в 2006, и алмаз инкрустирован в её платье поскольку она ищет своего любимого напрасно. В некоторых сценах она лежит в платье, катается на роликах по церкви (The Los Angeles Theater), поя в пустой свадебной столовой, плачет над пустым свадебным альбомом и поет перед зеркалом.

## Список композиций и форматы
- 5"SCD

1. «I Don’t Believe You»
2. «I Don’t Believe You» [Live In Australia]
3. «I Don’t Believe You» [Aleko’s Remix]
4. «I Don’t Believe You» [Bimbo Jones Remix]

## Чарты
I Don’t Believe You — это сингл с наихудшими чартовыми позициями у Pink в Великобритании, не достигший топ-40 из-за того, что не было физического релиза в Великобритании и недостатка рекламы.
В США трек был распродан более 115,604 в цифровом формате. В Австралии песня была #1 самая добавляемая песня на радио на дебютной неделе релиза.
| Чарт (2009—2010)            | Наивысшая позиция |
| --------------------------- | ----------------- |
| Australian Singles Chart    | 23                |
| Austrian Singles Chart      | 15                |
| Canadian Hot 100            | 66                |
| Danish Singles Chart        | 36                |
| Dutch Singles Charts        | 23                |
| European Hot 100            | 50                |
| German Singles Chart        | 17                |
| Portuguese Airplay Chart    | 1                 |
| Swedish Singles Chart       | 11                |
| Swiss Singles Chart         | 33                |
| UK Singles Chart            | 62                |
| Lebanon Entertainment chart | 9                 |